# Gustavo Gómez
Gustavo Raúl Gómez Portillo (San Juan Bautista, 6 de maio de 1993) é um futebolista paraguaio que atua como zagueiro. Atualmente joga pelo Palmeiras e pela Seleção Paraguaia, onde é capitão.
Em junho de 2024, Gómez chegou a marca de 37 gols marcados com a camisa alviverde; com isso, se tornou isoladamente o zagueiro com mais gols na história do Palmeiras, superando Luis Pereira.

## Carreira

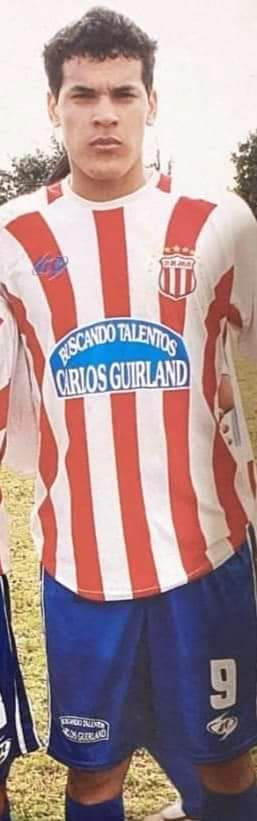
Gustavo Gómez no Club 31 de Julio

Aos quatorze anos, Gustavo Gómez iniciou a carreira atuando de volante no Club 31 de Julio de San Ignacio, comandado pelo ex-jogador de futebol Carlos Guirland. Em 2009, tornou-se campeão nacional jogando pela equipe.

### Libertad
Gómez fez sua estreia no futebol profissional em 1 de maio de 2011, com a camisa do Libertad, no empate por 0–0 em casa contra o Tacuary; entrando aos 75 minutos no lugar de Rodrigo Alborno em partida válida pelo Apertura de 2011. Em 2012, ele adquiriu uma maior participação no time que sagrou-se campeão do Clausura de 2012. No segundo semestre de 2013, conseguiu se consolidar como titular absoluto, devido às suas boas atuações, como na Copa Sul-Americana de 2013, onde anotou dois gols, um diante do Sport Recife e outro frente ao Lanús, competição na qual o Libertad chegou às semifinais. Em 2014, foi peça fundamental na equipe de Gumarelo que conquistou o título do Apertura de 2014, onde marcou três gols.

### Lanús
No segundo semestre de 2014, Gómez foi para o Lanús, onde conseguiu se firmar como um dos pilares da defesa, voltando a se destacar e se tornando uma peça-chave na conquista do Campeonato Argentino de 2016, ostentando a defesa menos vazada da competição.

### Milan
Devido às suas boas atuações, tanto em clubes quanto na Seleção, Gómez foi comprado pelo Milan em 2016 por 8 milhões de euros, tornando-se o primeiro paraguaio a assinar pelo clube milanês. No dia 23 de dezembro, conquistou seu único troféu com a camisa rossonera, ao vencer a Juventus nos pênaltis na decisão da Supercopa da Itália, em partida realizada na cidade de Doha, no Catar.
Em 11 de julho de 2017, Gómez anotou seu primeiro gol pela equipe, na vitória por 4–0 contra o FC Lugano. Já no dia 23 de novembro, disputou sua primeira partida da Liga Europa, atuando na goleada em casa por 5–1 contra o Áustria Viena. No dia 9 de maio de 2018, embora Gómez não tenha entrado em campo, o Milan perdeu para a Juventus pelo placar de 4–0 na final da Copa da Itália de 2017–18.

### Palmeiras
No dia 31 de julho de 2018, Gómez foi emprestado ao Palmeiras até a metade de 2019. Na chegada ao Alviverde, o paraguaio optou pela camisa 15, com a qual se identifica desde os tempos de Libertad. A escolha foi também uma homenagem ao defensor argentino Diego Barisone, seu companheiro no Lanús. Barisone, que usava a 15 na equipe portenha, morreu em julho de 2015, aos 26 anos, após se envolver em um acidente de carro. Estreou com a camisa do Verdão no dia 12 de agosto, em partida contra o Vasco da Gama, válida pelo Campeonato Brasileiro, no Allianz Parque, onde o clube paulista triunfou por 1–0. Fez seu primeiro gol com a camisa do Palmeiras no dia 30 de setembro, cobrando pênalti contra o Cruzeiro e ajudando na vitória por 3–1. Apenas uma semana depois, Gómez marcou um dos gols da vitória diante do São Paulo, ajudando a equipe a quebrar um tabu de 16 anos sem ganhar do rival no Morumbi. No dia 25 de novembro, Gómez se sagrou campeão brasileiro com o clube, fazendo parte da defesa menos vazada do torneio, com 26 gols sofridos em 38 jogos.
Gómez teve seu contrato de empréstimo renovado em julho de 2019 e em janeiro de 2020; ambas as renovações foram válidas por mais seis meses. Em julho de 2020, após longa negociação, o zagueiro assinou um contrato em definitivo, válido até junho de 2024. Em 2 de dezembro, na partida contra o Delfín pela Copa Libertadores, chegou à marca de cem jogos pelo Palmeiras.

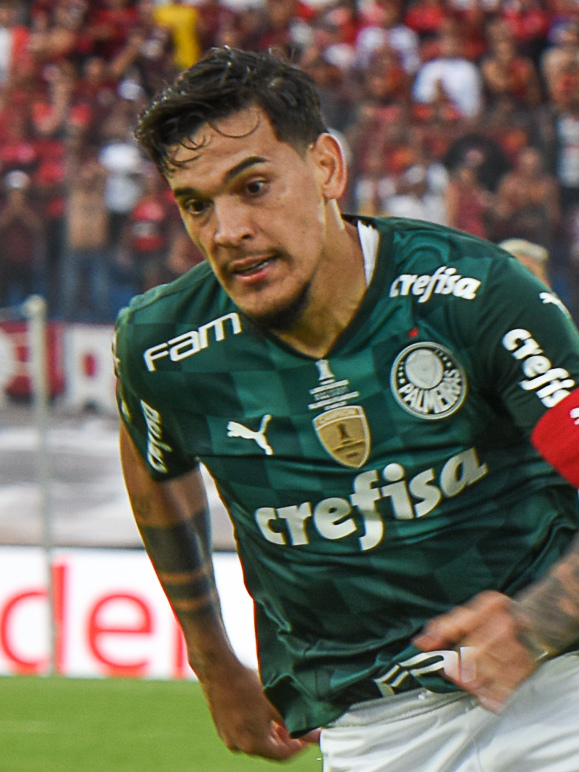
Gómez atuando pelo Palmeiras na Final da Copa Libertadores da América de 2021.

Em 30 de janeiro de 2021, como zagueiro titular e capitão da equipe, ajudou a levar o Palmeiras ao bicampeonato da Copa Libertadores da América, após vitória por 1–0 na final contra o Santos, disputada em jogo único, no Maracanã. O segundo título do Palmeiras na Libertadores veio 21 anos após a conquista de 1999, com a equipe realizando a melhor campanha da competição. Em agosto, seu contrato, que iria até junho de 2024, foi estendido por seis meses, até dezembro. Em 27 de novembro, Gómez foi novamente titular e capitão do Palmeiras na vitória sobre o Flamengo por 2–1, pela final da Libertadores de 2021, no Estádio Centenario, em Montevidéu, levando o clube ao tricampeonato da Libertadores.
Ao conquistar a Recopa Sul-Americana, em março de 2022, Gómez chegou ao sexto título pelo Palmeiras e se isolou como o estrangeiro com mais troféus na história do clube, ultrapassando seu compatriota Arce. Além disso, foi o primeiro estrangeiro a levantar uma taça como capitão pelo clube. No dia 7 de agosto, após vitória sobre o Goiás por 3–0, pelo Campeonato Brasileiro, Gómez completou 200 jogos pelo Palmeiras. Na mesma partida, ele também se tornou o estrangeiro com mais vitórias na história do clube, ultrapassando o chileno Jorge Valdivia, ao chegar a 123 triunfos. Em 25 de outubro, Gómez fez o terceiro gol da vitória palmeirense por 3–1 sobre o Athletico Paranaense, em Curitiba; com o tento, o paraguaio chegou a onze gols na temporada e tornou-se o zagueiro com mais gols em uma única temporada pelo Palmeiras.
Em janeiro de 2023, Gómez estendeu seu contrato com o Palmeiras por mais dois anos, até o final de 2026. No dia 3 de maio, o defensor foi o autor do segundo gol da vitória por 2–0 frente o Barcelona de Guayaquil, pela Libertadores. Tal tento o fez chegar a 31 gols marcados pelo Palmeiras, entrando no top 10 de estrangeiros com mais gols com a camisa alviverde. Pouco depois, após vitória sobre o Fortaleza por 3–0, pela Copa do Brasil, Gómez alcançou 242 jogos pelo Palmeiras e ultrapassou Francisco Arce e Jorge Valdivia, se tornando o estrangeiro com mais partidas pelo clube na história. Ao final da temporada, após a conquista do bicampeonato brasileiro, Gómez se tornou o capitão que mais levantou taças pelo Palmeiras, chegando a oito conquistas e ultrapassando Ademir da Guia. Além disso, com seu terceiro título brasileiro, o zagueiro se isolou como o estrangeiro mais vezes campeão da competição.

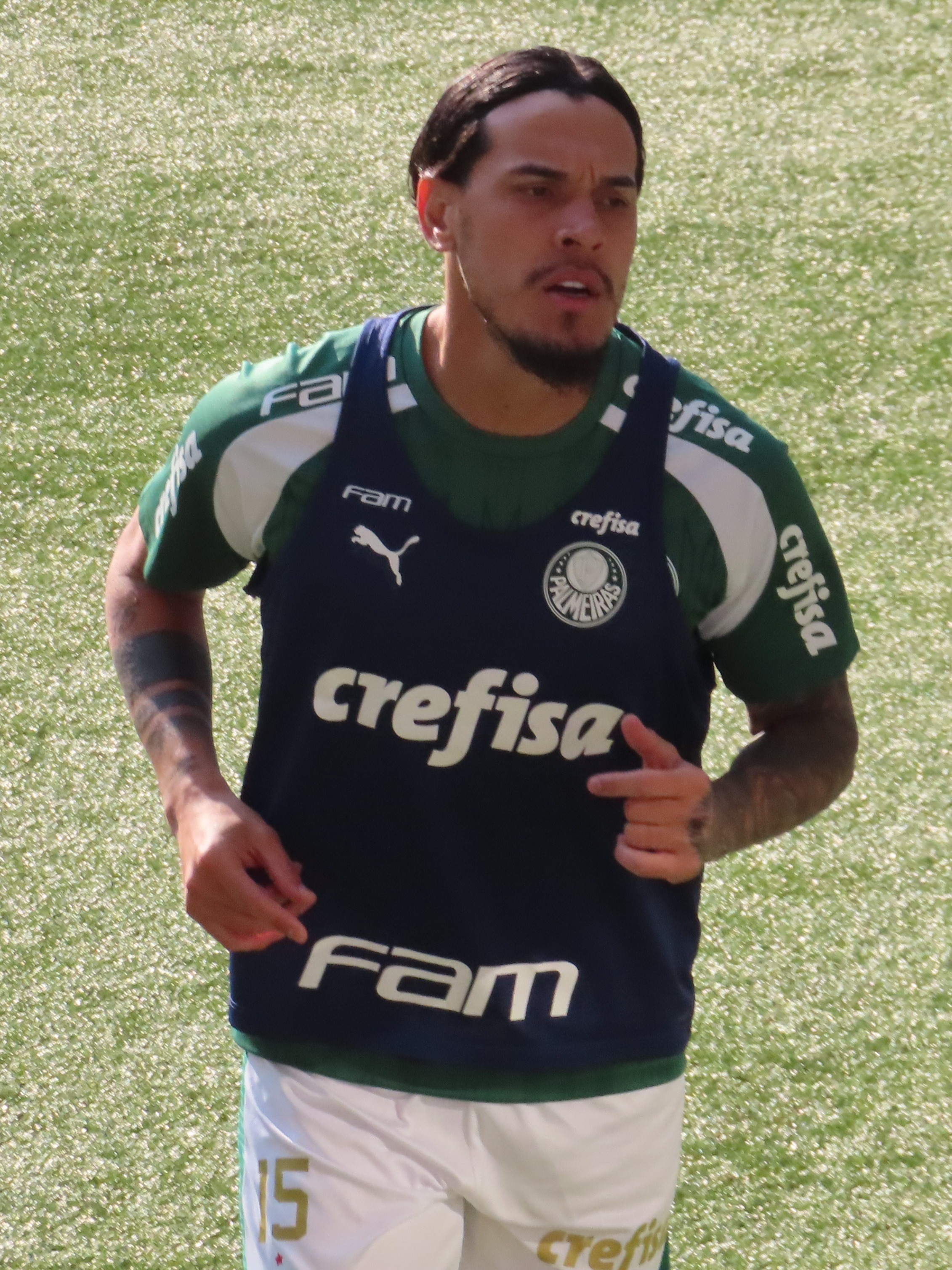
Gómez com o Palmeiras em 2024

Em maio de 2024, em um empate por 0–0 contra o San Lorenzo, pela Copa Libertadores, Gómez alcançou 300 jogos com a camisa do Palmeiras, o primeiro estrangeiro a atingir essa marca na história do clube. Em junho, Gómez marcou o primeiro gol na vitória do Verdão por 2–1 sobre o Criciúma pelo Campeonato Brasileiro e chegou a 37 gols marcados com a camisa alviverde; com isso, se tornou isoladamente o zagueiro com mais gols na história do Palmeiras, superando Luis Pereira.
No início da temporada de 2025, em janeiro, o Palmeiras estendeu o contrato de Gómez por mais um ano, até o final de 2027. Em junho, Gómez completou 350 jogos com a camisa do Palmeiras. Em agosto, Gómez marcou o primeiro gol de uma vitória palmeirense sobre o Universitario, pela partida de ida das oitavas-de-final da Libertadores. Tal gol o tornou no zagueiro com mais gols na história do torneio, com treze, junto com o chileno Rubén Espinoza e o fez alcançar a terceira colocação no ranking de jogadores do Palmeiras com mais gols na história da Libertadores.

## Seleção Paraguaia
Aos quatorze anos, Gustavo Gómez foi convocado pela primeira vez para a Seleção Paraguaia Sub-17. Aos quinze, passou a ser chamado também para a Seleção Sub-20 de seu país. E aos dezessete, foi levado à África do Sul pelo técnico Tata Martino para servir de sparring da Seleção principal durante a Copa do Mundo de 2010. Participou do Campeonato Sul-Americano Sub-20 de 2011 e do Sul-Americano Sub-20 de 2013, terminando como vice-campeão em 2013. Esteve também na Copa do Mundo Sub-20 de 2013.
Foi convocado pela primeira vez para a Seleção principal do Paraguai no amistoso contra a Alemanha em agosto de 2013. Sua estreia aconteceu contra a Bolívia em 6 de setembro de 2013, com 20 anos de idade. Neste jogo, ele marcou seu primeiro gol pela Albirroja, na vitória por 4–0. Disputou a Copa América Centenário de 2016, a Copa América de 2019 e a Copa América de 2021, tendo sido o capitão da Seleção Paraguaia nas duas últimas edições. Participou também da Copa América de 2024, mas não chegou a atuar, permanecendo no banco de reservas durante as três partidas da seleção na fase de grupos.

## Estatísticas
Atualizadas até 8 de dezembro de 2024
Clubes
| Clube             | Temporada         | Campeonato nacional | Campeonato nacional | Campeonato nacional | Copa nacional[a] | Copa nacional[a] | Copa nacional[a] | Competições continentais[b] | Competições continentais[b] | Competições continentais[b] | Outros torneios[c] | Outros torneios[c] | Outros torneios[c] | Total | Total | Total   |
| Clube             | Temporada         | Jogos               | Gols                | Assist.             | Jogos            | Gols             | Assist.          | Jogos                       | Gols                        | Assist.                     | Jogos              | Gols               | Assist.            | Jogos | Gols  | Assist. |
| ----------------- | ----------------- | ------------------- | ------------------- | ------------------- | ---------------- | ---------------- | ---------------- | --------------------------- | --------------------------- | --------------------------- | ------------------ | ------------------ | ------------------ | ----- | ----- | ------- |
| Libertad          | 2011              | 2                   | 0                   | 0                   | —                | —                | —                | —                           | —                           | —                           | —                  | —                  | —                  | 2     | 0     | 0       |
| Libertad          | 2012              | 2                   | 0                   | 0                   | —                | —                | —                | —                           | —                           | —                           | —                  | —                  | —                  | 2     | 0     | 0       |
| Libertad          | 2013              | 23                  | 1                   | 0                   | —                | —                | —                | 10                          | 2                           | 0                           | —                  | —                  | —                  | 33    | 3     | 0       |
| Libertad          | 2014              | 20                  | 4                   | 0                   | —                | —                | —                | 1                           | 0                           | 0                           | —                  | —                  | —                  | 21    | 4     | 0       |
| Libertad          | Total             | 47                  | 5                   | 0                   | —                | —                | —                | 11                          | 2                           | 0                           | —                  | —                  | —                  | 58    | 7     | 0       |
| Lanús             | 2015              | 42                  | 0                   | 0                   | 3                | 0                | 0                | 7                           | 1                           | 0                           | —                  | —                  | —                  | 52    | 1     | 0       |
| Lanús             | 2016              | 16                  | 0                   | 0                   | —                | —                | —                | —                           | —                           | —                           | —                  | —                  | —                  | 16    | 0     | 0       |
| Lanús             | Total             | 58                  | 0                   | 0                   | 3                | 0                | 0                | 7                           | 1                           | 0                           | —                  | —                  | —                  | 68    | 1     | 0       |
| Milan             | 2016–17           | 18                  | 0                   | 0                   | 1                | 0                | 0                | —                           | —                           | —                           | —                  | —                  | —                  | 19    | 0     | 0       |
| Milan             | 2017–18           | —                   | —                   | —                   | —                | —                | —                | 1                           | 0                           | 0                           | —                  | —                  | —                  | 1     | 0     | 0       |
| Milan             | Total             | 18                  | 0                   | 0                   | 1                | 0                | 0                | 1                           | 0                           | 0                           | —                  | —                  | —                  | 20    | 0     | 0       |
| Palmeiras         | 2018              | 14                  | 2                   | 0                   | —                | —                | —                | 3                           | 1                           | 0                           | —                  | —                  | —                  | 17    | 3     | 0       |
| Palmeiras         | 2019              | 22                  | 3                   | 0                   | 2                | 0                | 0                | 10                          | 1                           | 0                           | 8                  | 1                  | 0                  | 42    | 5     | 0       |
| Palmeiras         | 2020              | 21                  | 1                   | 1                   | 7                | 2                | 0                | 15                          | 2                           | 0                           | 15                 | 1                  | 0                  | 58    | 6     | 1       |
| Palmeiras         | 2021              | 20                  | 1                   | 0                   | 0                | 0                | 0                | 16                          | 1                           | 0                           | 5                  | 1                  | 0                  | 42    | 3     | 0       |
| Palmeiras         | 2022              | 30                  | 9                   | 0                   | 4                | 0                | 0                | 13                          | 2                           | 0                           | 11                 | 0                  | 1                  | 58    | 11    | 1       |
| Palmeiras         | 2023              | 32                  | 2                   | 3                   | 5                | 1                | 1                | 11                          | 3                           | 1                           | 14                 | 0                  | 1                  | 62    | 6     | 6       |
| Palmeiras         | 2024              | 27                  | 1                   | 2                   | 3                | 0                | 0                | 8                           | 2                           | 0                           | 8                  | 0                  | 0                  | 46    | 3     | 2       |
| Palmeiras         | 2025              | 0                   | 0                   | 0                   | 0                | 0                | 0                | 0                           | 0                           | 0                           | 0                  | 0                  | 0                  | 0     | 0     | 0       |
| Palmeiras         | Total             | 166                 | 19                  | 4                   | 18               | 3                | 1                | 68                          | 10                          | 1                           | 61                 | 3                  | 2                  | 325   | 37    | 8       |
| Total na carreira | Total na carreira | 289                 | 24                  | 4                   | 22               | 3                | 1                | 87                          | 13                          | 1                           | 61                 | 3                  | 2                  | 471   | 45    | 8       |

- a. ^ Jogos da Copa Argentina, Copa da Itália, Copa do Brasil e Supercopa do Brasil
- b. ^ Jogos da Copa Sul-Americana, Recopa Sul-Americana, Copa Suruga, Liga Europa, Copa Libertadores e Mundial de Clubes
- c. ^ Jogos do Campeonato Paulista

### Seleção Paraguaia
Abaixo estão listados todos os jogos, gols e assistências do futebolista pela Seleção Paraguaia.
Seleção Principal
| Ano               | Copa América | Copa América | Copa América | Qualificação Mundial | Qualificação Mundial | Qualificação Mundial | Amistosos | Amistosos | Amistosos | Total | Total | Total   |
| Ano               | Jogos        | Gols         | Assist.      | Jogos                | Gols                 | Assist.              | Jogos     | Gols      | Assist.   | Jogos | Gols  | Assist. |
| ----------------- | ------------ | ------------ | ------------ | -------------------- | -------------------- | -------------------- | --------- | --------- | --------- | ----- | ----- | ------- |
| 2013              | —            | —            | —            | 3                    | 1                    | 0                    | —         | —         | —         | 3     | 1     | 0       |
| 2014              | —            | —            | —            | —                    | —                    | —                    | 7         | 1         | 0         | 7     | 1     | 0       |
| 2015              | —            | —            | —            | —                    | —                    | —                    | 1         | 0         | 0         | 1     | 0     | 0       |
| 2016              | 3            | 0            | 0            | 7                    | 0                    | 0                    | —         | —         | —         | 10    | 0     | 0       |
| 2017              | —            | —            | —            | 4                    | 0                    | 0                    | 2         | 0         | 0         | 6     | 0     | 0       |
| 2018              | —            | —            | —            | —                    | —                    | —                    | 2         | 0         | 0         | 2     | 0     | 0       |
| 2019              | 3            | 0            | 0            | —                    | —                    | —                    | 9         | 1         | 0         | 12    | 1     | 0       |
| 2020              | —            | —            | —            | 4                    | 0                    | 1                    | —         | —         | —         | 4     | 0     | 1       |
| 2021              | 4            | 1            | 0            | 8                    | 0                    | 0                    | —         | —         | —         | 12    | 1     | 0       |
| 2022              | —            | —            | —            | 2                    | 0                    | 0                    | 1         | 0         | 0         | 3     | 0     | 0       |
| Total na carreira | 10           | 1            | 0            | 28                   | 1                    | 1                    | 22        | 2         | 0         | 60    | 4     | 1       |

Seleção Sub–20
| Ano               | Campeonato Mundial | Campeonato Mundial | Campeonato Mundial | Campeonato Sul–Americano | Campeonato Sul–Americano | Campeonato Sul–Americano | Amistosos | Amistosos | Amistosos | Total | Total | Total   |
| Ano               | Jogos              | Gols               | Assist.            | Jogos                    | Gols                     | Assist.                  | Jogos     | Gols      | Assist.   | Jogos | Gols  | Assist. |
| ----------------- | ------------------ | ------------------ | ------------------ | ------------------------ | ------------------------ | ------------------------ | --------- | --------- | --------- | ----- | ----- | ------- |
| 2011              | —                  | —                  | —                  | 4                        | 0                        | 0                        | —         | —         | —         | 4     | 0     | 0       |
| 2013              | 3                  | 0                  | 0                  | 8                        | 1                        | 0                        | 2         | 0         | 0         | 13    | 1     | 0       |
| Total na carreira | 3                  | 0                  | 0                  | 12                       | 1                        | 0                        | 2         | 0         | 0         | 17    | 1     | 0       |

## Títulos

### Categorias de base
Club 31 de Julio
- Liga Ignaciana de Deportes: 2009
- Copa de Campeones de Misiones: 2009

### Profissional
Libertad
- Campeonato Paraguaio: 2012 (Clausura) e 2014 (Apertura)

Lanús
- Campeonato Argentino: 2016

Milan
- Supercopa da Itália: 2016

Palmeiras

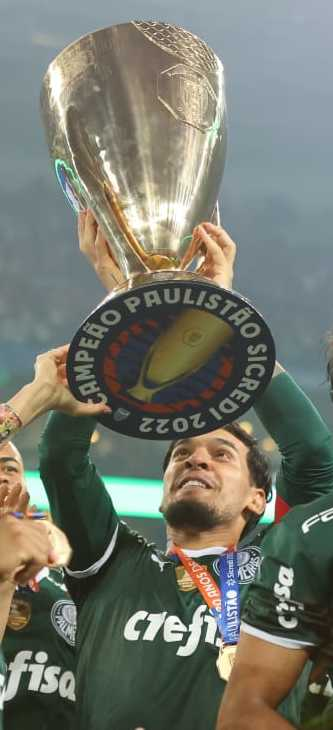
Gómez com a taça do Campeonato Paulista de 2022

- Campeonato Brasileiro: 2018, 2022 e 2023
- Campeonato Paulista: 2020, 2022, 2023[32] e 2024
- Copa Libertadores da América: 2020 e 2021
- Copa do Brasil: 2020
- Recopa Sul-Americana: 2022
- Supercopa do Brasil: 2023[33]

Seleção Paraguaia Sub-20
- Copa Ciudad de Arequipa: 2012[34][35]

### Prêmios individuais
- Seleção do Campeonato Sul-Americano Sub-20: 2013
- Seleção da Temporada do Campeonato Paraguaio: 2013
- Seleção da Copa Argentina: 2014–15
- Seleção do Campeonato Argentino: 2016
- Seleção Ideal da Temporada no Futebol Argentino: 2016
- Bola de Prata de Melhor Zagueiro do Campeonato Brasileiro: 2019, 2020, 2022 e 2024
- Seleção da Copa Libertadores da América: 2020, 2021 e 2022
- Seleção do Campeonato Brasileiro: 2020, 2021 e 2022
- Troféu Mesa Redonda de Melhor Zagueiro da Temporada no Futebol Brasileiro: 2020
- Melhor Jogador da Primeira Partida da Final da Copa do Brasil de 2020
- Seleção da Final da Copa do Brasil de 2020
- Seleção Ideal da América do Sul pelo Jornal El País: 2020, 2021[36], 2022 [37] e 2023[38]
- Capitão do Ano na América do Sul: 2021
- Melhor Zagueiro Sul-Americano do Ano: 2020 e 2021
- Prêmio Rey de América 3º Melhor Futebolista Sul-Americano do Ano: 2020 e 2021
- Prêmio ABC Color de Melhor Futebolista Paraguaio do Ano: 2021
- Seleção do Ano da Conmebol pela IFFHS: 2021
- Seleção do Campeonato Paulista: 2022[39] e 2023[40]

## Ligações Externas
- «Gustavo Gómez». no site do Palmeiras